# Austin A105
Der Austin A105 war eine viertürige Limousine der oberen Mittelklasse und wurde 1956 von der Austin Motor Company als einer der Nachfolger des Modells A90 Westminster herausgebracht.
Vom Vorgänger übernahm man den Sechszylinder-Motor mit 2639 cm³ Hubraum, allerdings mit höherer Leistung von 102 bhp (75 kW). Es gab Fahrzeuge mit kurzem Radstand (2597 mm, nur 1956) und langem Radstand (2648 mm), u. a. von Vanden Plas. Die Karosserie ähnelte der des Austin A135 Princess. Die erreichbaren Höchstgeschwindigkeiten schwankten, je nach Ausführung, zwischen 150 km/h und 154 km/h.
Ab 1958 wurde zusätzlich eine feinere Ausführung mit dem Zusatz „Vanden Plas“ angeboten.
1959 wurde die Modellreihe ohne direkten Nachfolger eingestellt.